# Sérgio Macarrão
Sérgio Toledo Machado, mais conhecido como Sérgio Macarrão (Rio de Janeiro, 24 de fevereiro de 1945) é uma ex-jogador de basquetebol brasileiro, medalhista olímpico com a Seleção Brasileira em 1964.
Sérgio Macarrão participou de duas edições de Jogos Olímpicos. Em sua primeira participação, nos Jogos de 1964, em Tóquio, atuou em seis jogos da campanha que rendeu ao Brasil a medalha de bronze. Quase repetiu o feito nas Olimpíadas seguintes, mas a seleção nacional finalizou no quarto lugar.
Em Campeonatos Mundiais, Macarrão subiu ao pódio em duas oportunidades: em 1967 no Uruguai ficou em terceiro lugar e no mundial de 1970 conquistou o vice-campeonato. Dentre outros resultados, obteve duas medalhas em Campeonatos Sul-Americanos (campeão em 1968) e uma medalha de bronze nos Jogos Pan-Americanos de 1975.
Seu primeiro clube profissional foi o Botafogo, mas jogou por todos os grandes clubes do Rio de Janeiro. Sua última equipe foi o Mackenzie, de São Paulo, em 1981.